# Rebels (lied)
Rebels is een lied van de Nederlandse rapper 3robi. Het werd in 2021 als single uitgebracht.

## Achtergrond
Rebels is geschreven door Anass Haouam en Chahid Farih en geproduceerd door Chahid. Het is een nummer dat past in het genre nederhop. In het lied rapt 3robi over zijn rebelse houding in het leven en hoe hij daardoor, ondanks de kritiek die hij krijgt, succesvol is geworden.  

## Hitnoteringen
De artiest had bescheiden succes met het lied in Nederland. Het stond op de 83e plaats van de Single Top 100 in de enige week dat het in deze hitlijst te vinden was. De Top 40 en haar Tipparade werden niet bereikt.